# 生田教室
生田教室（いくたきょうしつ）は、大阪市にあるアナウンサー関連の養成学校。元NHK、読売テレビアナウンサーの生田博巳が1957年に創設した。かつては東京アナウンスアカデミーや東京アナウンスセミナーと並び、多くの受講生を日本各地のテレビ局へ送り出していた。現在は関西で活動する卒業生が指導を行っている。受講生の募集は不定期に実施され、近年、ケーブルテレビ局、ラジオカーのリポーターが主な内定先となっている。

## 概要
- 所在地：大阪府大阪市淀川区西中島6-2-3チサンマンション新大阪第7ビル

## 主な出身者

### 関西各局
- 阿部成寿（朝日放送）
- 上田悦子（毎日放送）
- 笠野衣美（テレビ和歌山）
- 柏木宏之（毎日放送）
- 村上祐子 （KBS京都）
- 梶原誠（KBS京都）
- 木内亮（石川テレビ→サンテレビ）
- 岸本多万重（NHK大阪）
- 小山正人（NHK大津）
- 佐藤誠（NHK大阪アナウンサー→同番組出演契約）
- 住田功一（NHK大阪）
- 中村秀香（読売テレビ）
- 牧野誠三（読売テレビ）
- 美藤啓文（毎日放送）
- 山田みゆき（テレビ和歌山）
- 湯浅明彦（サンテレビ）

### 中四国九州沖縄の社局所属
- 大倉聡（長崎放送）
- 浅井批文（テレビせとうち）
- 奥田麻衣（テレビ新潟→西日本放送）
- 池田秀昭（中国放送）
- 石田鮎美（NHK松山契約キャスター）
- 石橋真（中国放送）
- 伊藤明日香（熊本朝日放送）
- 伊藤文（中国放送）
- 井村由美子（FM山口）
- 梅川崇（瀬戸内海放送）
- 榎崎朱子（RSK山陽放送）
- 木戸宏実（南日本放送）
- 荻田幸稔（RSK山陽放送）
- 坂上俊次（中国放送）
- 出口麻綾（テレビ西日本）
- 保岡栄二（四国放送）
- 植草凛（沖縄テレビ放送）
- 小林沙貴（NHK鳥取契約キャスター→日本海テレビ）

### 東海北陸以東の社局所属
- 藤川みな代（テレビ朝日）記者。東京農業大学藤川智紀教授の妹で、梶原誠の同期
- 桑原達秋（福井テレビ）
- 井上智晶（岩手めんこいテレビ）
- 田村誉主在（秋田放送）
- 猪俣理恵（福島放送）
- 岩崎心平（東日本放送）
- 祝迫くみ子（エフエム石川）
- 内田智史（福島放送）
- 内田拓志（テレビ新潟）
- 大橋聡子（福島中央テレビ）
- 鈴木敏夫（文化放送）
- 庄野俊哉（東海テレビ）
- 大園康志（CBCテレビ）
- 大鳥居美也子（元東海テレビ）
- 神尾純子（中部日本放送/ CBCテレビ）
- 北山泰之（東海ラジオ）
- 塩見啓一（中部日本放送 / CBCテレビ）
- 森合康行（中部日本放送 / CBCテレビ）
- 小川実桜（CBCテレビ）
- 多田勇太（東北放送）
- 西本亜裕子（FM徳島→FM三重）

### フリーランス・その他
- 大橋のり子（元石川テレビ）
- 小谷あゆみ（元石川テレビ）
- 弘松優衣（元石川テレビ）
- 大浦理子（元テレビ金沢）
- 牧田衞活（元びわ湖放送）
- 赤江珠緒（元朝日放送）
- 伊藤敬子（元富山テレビ）
- 落水七重（元JOY FM→元Kiss-FM KOBE）
- 海附雅美（元福島テレビ）
- 岡崎ゆう子（松竹芸能所属）
- 筧真帆（元テレビ大阪）
- 桂泰子（元μFM）
- 川添永津子（元テレビ愛媛）
- 川田裕美（元読売テレビ）
- 川畑亜紀（元K-MIX）
- 木谷美帆 （元エフエム山口）
- 行部宗一（元四国放送）
- 桐山隆（元南日本放送）
- 小山乃里子（元ラジオ関西）
- 坂上みき（元テレビ新潟→『MBSナウ』キャスター）
- 角淳一（元毎日放送アナウンサー→元同パーソナリティ）
- 高野勝正（元岡山放送）
- 浅野通子（元福井テレビ→チューリップテレビ→CBCヴィジョン）
- 奥山和美（元福井テレビ→北陸朝日放送）
- 鶴田麻貴子（元テレビ宮崎）
- 時枝里好（劇団四季）
- 西田修（元テレビ愛知）
- 野村啓司（元毎日放送アナウンサー→元同パーソナリティ）
- 松葉沙矢佳（元富山テレビ→元NHK大阪契約キャスター）
- 八木早希（元毎日放送）
- 山口富士夫（現神戸電子専門学校講師）
- 山本浩之（元関西テレビ）
- 鎌田香奈（元チューリップテレビ）
- 猪井操子（元テレビ大阪→東北放送）
- 境祐貴（元青森放送）
- 田丸一男（元NHK→毎日放送）
- 谷口英明（元サンテレビ）
- 中尾考作（元岩手朝日テレビ）
- 武田知沙（元岩手めんこいテレビ⇒テレビ愛知）